# Congrinae
Congrinae – podrodzina ryb promieniopłetwych z rodziny kongerowatych (Congridae).

## Rozmieszczenie geograficzne
Do podrodziny należą gatunki występujące w tropikalnych i subtropikalnych wodach całego globu.

## Podział systematyczny
Do podrodziny należą następujące rodzaje:

- Acromycter Smith & Kanazawa, 1977
- Bassanago Whitley, 1948
- Bathycongrus Ogilby, 1898
- Bathyuroconger Fowler, 1934
- Blachea Karrer & Smith, 1980
- Castleichthys Smith, 2004 – jedynym przedstawicielem jest Castleichthys auritus Smith, 2004
- Conger Bosc, 1817
- Congrhynchus Fowler, 1934 – jedynym przedstawicielem jest Congrhynchus talabonoides Fowler, 1934
- Congriscus Jordan & Hubbs, 1925
- Congrosoma Garman, 1899 – jedynym przedstawicielem jest Congrosoma evermanni Garman, 1899
- Diploconger Kotthaus, 1968 – jedynym przedstawicielem jest Diploconger polystigmatus Kotthaus, 1968
- Gavialiceps Alcock, 1889
- Gnathophis Kaup, 1859
- Japonoconger Asano, 1958
- Lumiconger Castle & Paxton, 1984 – jedynym przedstawicielem jest Lumiconger arafura Castle & Paxton, 1984
- Macrocephenchelys Fowler, 1934
- Paruroconger Blache & Bauchot, 1976 – jedynym przedstawicielem jest Paruroconger drachi Blache & Bauchot, 1976
- Promyllantor Alcock, 1890
- Pseudophichthys Roule, 1915 – jedynym przedstawicielem jest Pseudophichthys splendens (Lea, 1913)
- Rhynchoconger Jordan & Hubbs, 1925
- Scalanago Whitley, 1935 – jedynym przedstawicielem jest Scalanago lateralis Whitley, 1935
- Uroconger Kaup, 1856
- Xenomystax Gilbert, 1891